# Sognare è una faccenda privata
Sognare è una cosa privata (Dreaming Is a Private Thing) è un racconto di fantascienza di Isaac Asimov pubblicato per la prima volta nel 1955 nel numero di dicembre della rivista The Magazine of Fantasy and Science Fiction.
Successivamente è stato incluso in varie antologie, tra cui La Terra è abbastanza grande (Earth is Room Enough) del 1957 e Le migliori opere di fantascienza (The Best Science Fiction of Isaac Asimov) del 1986.
È stato pubblicato varie volte in italiano a partire dal 1975.

## Trama
Jesse Weill è il fondatore e proprietario della Dreams Inc, una società che produce sogni ad uso privato, proprio come si faceva con i film che sono stati soppiantati dai sogni. Come i film, i sogni possono essere acquistati o affittati e visti in privato a casa da chiunque abbia le apposite apparecchiature. Vengono prodotti da individui specializzati, che sono spesso dei tipi solitari o degli eccentrici, anche in seguito al pesante addestramento cui si devono sottoporre.
A Weill viene mostrato un nuovo sviluppo – sogni pornografici scambiati sottobanco – e gli viene chiesto dal governo di dare un aiuto a limitarne la diffusione. Nel frattempo fa un colloquio a un ragazzino di dieci anni per un posto di ideatore di sogni, una posizione decisamente remunerativa.
Weill ha un incontro con uno dei suoi migliori creatori di sogni che gli annuncia di volersi ritirare, dato che il lavoro gli sta rovinando la vita familiare e nello stesso tempo sente di aver perso se stesso. Weill però sa per esperienza che un creatore di sogni non può smettere di sognare una volta abituato a quel tipo di vita, anche volendo.
Uno dello staff di Weill gli riferisce che una società concorrente ha intenzione di aprire una catena di palazzi dei sogni, nei quali ognuno potrà assorbire lo stesso sogno contemporaneamente, ma lui pensa che l'idea non potrà funzionare: dopotutto, sognare è una faccenda privata.